# James Rosenquist
James Rosenquist, né le 29 novembre 1933 à Grand Forks (Dakota du Nord) et mort le 31 mars 2017 à New York (État de New York), est un peintre américain de pop art.

## Biographie
James Rosenquist grandit comme enfant unique. Ses parents, Louis et Ruth Rosenquist, d'origine suédoise, sont des pilotes amateurs et déménagent de ville en ville à la recherche de travail, pour finalement s'installer à Minneapolis. Sa mère, elle-même peintre, encourage l'intérêt artistique de son fils. Au lycée, James Rosenquist remporte une bourse d'études à court terme pour étudier à la Minneapolis School of Art. Il étudie ensuite à l'université du Minnesota de 1952 à 1954. En 1955, à l'âge de 21 ans, grâce à une bourse, il s'installe à New York pour étudier à l'Art Students League. En 1960, il s'installe au Coenties Slip à New-York où il partage un studio avec l'artiste minimaliste Charles Hinman. C'est en 1965 que Rosenquist obtient sa renommée internationale avec sa peinture monumentale F-111, qui explorait le complexe militaro-économique qui s'était installé dans la culture américaine. On considère souvent l'œuvre comme étant une déclaration anti-guerre.
Influencé par son métier de peintre publicitaire, sur de très grands formats, sa perception des choses changera et il peindra des tableaux monumentaux et très colorés, des « fragments de réalité ».

## Style
Nombre de peintures de Rosenquist sont inspirées de la publicité. Il réutilise les techniques de son métier de peinture publicitaire. Ses œuvres, utilisant la peinture commerciales, sont souvent de grandes dimensions, et utilise des fragments de publicités, tirés de publicités pour le tabac, les voitures ou les boissons, et d'images culturelles pour souligner la nature écrasante de la publicité. Il cherche ainsi à recréer l'esthétique de la publicité ou des produits et l'élève en tant qu'œuvre d'art. En revanche, bien que ses œuvres aient souvent été comparées à celles d’autres figures clés du pop art, telles qu’Andy Warhol et Roy Lichtenstein, les œuvres de Rosenquist sont uniques dans la mesure où elles utilisaient souvent des éléments du surréalisme en utilisant des fragments de publicités et d’images culturelles pour souligner la nature écrasante des publicités.

## Œuvres
- 1960-1961 : President Elect, au Musée national d'art moderne, à Paris.
- 1961 : 
  - Rainbow / Arc-en-ciel, au Musée Ludwig, à Cologne.
  - I Love You with my Ford, au Moderna Museet, à Stockholm.
- 1962 : Marilyn Monroe I, au Museum of Modern Art, à New York.
- 1964 : 
  - Untitled (Joan Crawford says...) / Sans titre (Joan Crawford dit...), au Musée Ludwig, à Cologne.
  - Win a New House for Christmas (Contest), collection privée.
- 1964-1965 : F-111, au Museum of Modern Art, à New York.
- 1968-1969 : Horse blinders / Œillères pour cheval, au Musée Ludwig, à Cologne.

- 1970 :
  - Area Code, au Walker Art Center, à Minneapolis (Minnesota).
  - Capsule Flamingo, au musée Guggenheim de Bilbao ( Espagne )

- 1974 : Marylin
- 1980 : Starthief / Voleur d'étoiles, au Musée Ludwig, à Cologne.
- 1997-1998 : 
  - The Swimmer in the Econo-Mist (Painting 1), The Swimmer in the Econo-Mist (Painting 2), The Swimmer in the Econo-Mist (Painting 3), au Deutsche Guggenheim de Berlin.